# مركز سارة السديري لدراسات المرأة
مركز سارة السديري لدراسات المرأة هو مركز دراسات في جامعة الأميرة نورة بنت عبد الرحمن تأسس في 22 ديسمبر 2021؛ يهدف لتعزيز دور المرأة ومشاركتها في المجتمع، ودعم مشروعات البحث العلمي حول المرأة، وجهودها في التنمية الوطنية الشاملة. المركز يمثل أحد المبادرات المهمة في دعم المرأة السعودية، إيماناً بالدور المحوري للمرأة كشريك فاعل في التنمية.

## الأهداف
تقديم الأنشطة والفعاليات والبرامج التي تسهم في بناء وتأصيل المعرفة، وتعزيز الشراكة مع مؤسسات المجتمع، وتعظيم الأثر في إسهامات المرأة العلمية والبحثية؛ وفق مستهدفات ومؤشرات عمل تراعي زيادة حجم المشاركة، وتنوع المحتوى، وتعدد المجالات العلمية، والعائد المتحقق على التنمية الوطنية.

## منح
خصص الملك سلمان بن عبد العزيز آل سعود منحة بقيمة 20 مليون ريال لدعم المركز.